# 停泊群岛

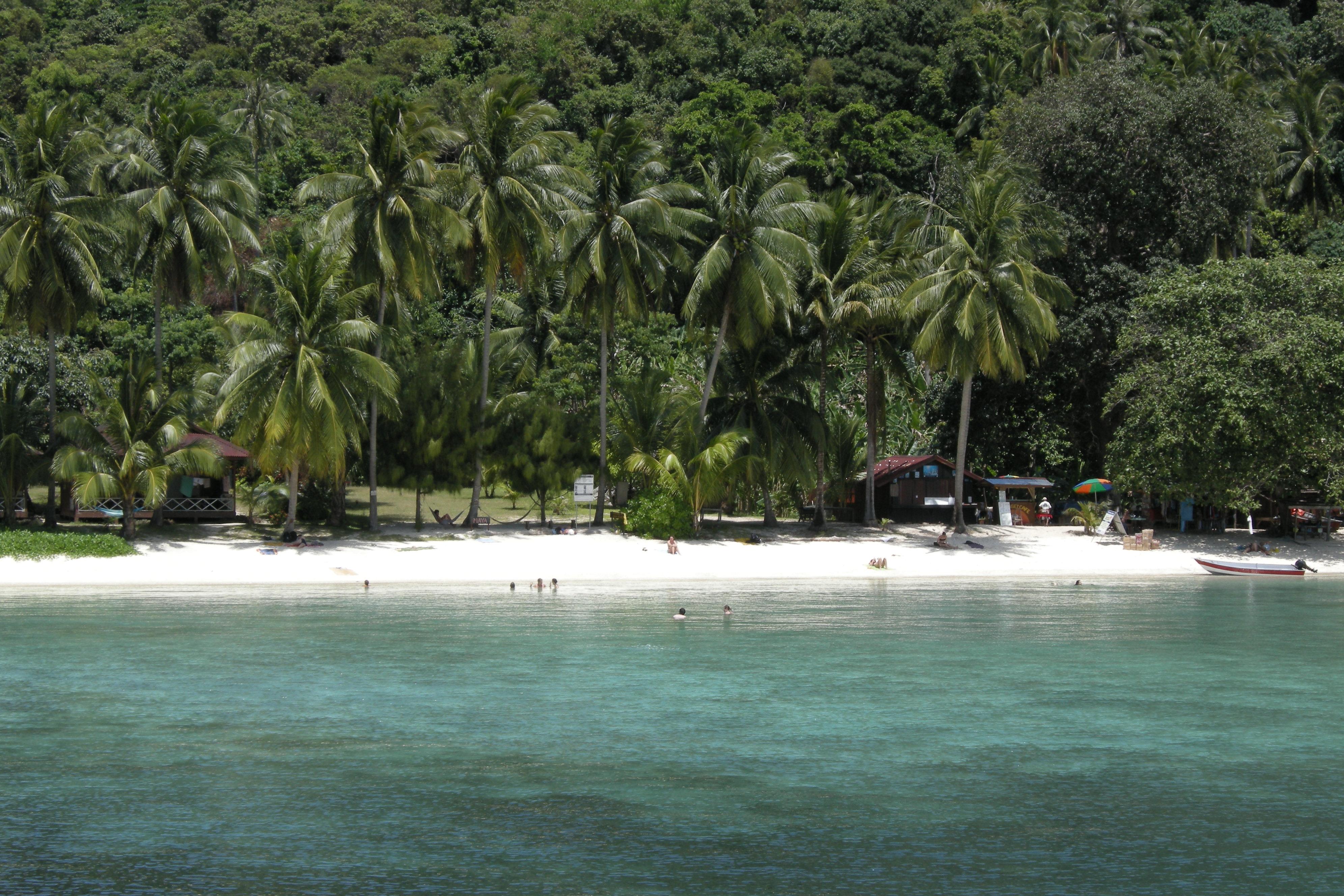
小停泊岛

停泊群島，是馬來西亞登嘉楼州勿述县的群島，位於西馬東北面離岸19公里的南中國海，最高點海拔高度約100米。該島附近海域是珊瑚、海龜、水母等海洋動物的棲息地，适合潜水或浮潜，因此岛上开发了旅游业。
停泊群岛由大停泊岛和小停泊岛两个主要岛屿所组成，其周围有三个靠近小停泊岛的小岛。当地居民以吉兰丹马来人为主，但英语为当地通用语言以适应不断增长的旅游市场。

## 历史
停泊岛在马来语中为「停泊」之意，因其为曼谷和马来西亚之间的交易点。尽管旅游业现在占据了大部分经济活动，但几个世纪以来，这些岛屿人烟稀少。停泊岛屿在许多十九、二十世纪的地图上标示为「站点岛」（The Station Island）。这源于英国殖民时期对停泊岛的英译。停泊岛也是1970年代越南难民和船民登陆的岛屿之一。

## 旅游

### 主要岛屿

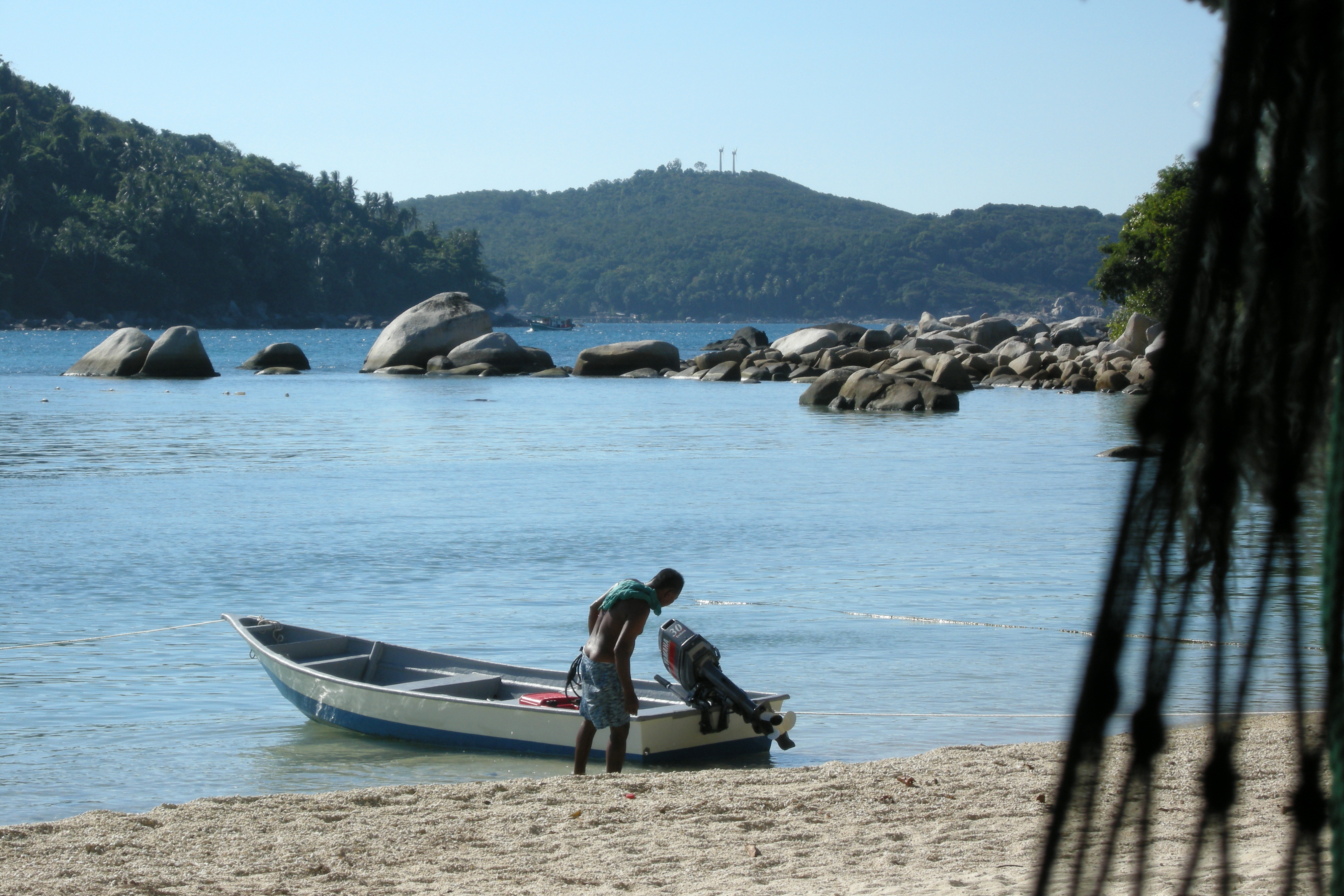
从大停泊岛看向小停泊岛

自然旅游为当地居民的收入来源。这两个岛屿都有棕榈色的白色珊瑚沙滩和碧绿色的大海。当地热门的活动包括潜水、浮潜和游泳。多数海滩的水很浅，并可在附近看见许多墨鱼和鹦嘴鱼。在潜水方面，主岛周围有几十处潜水场，还有几个较远的离岸站点。除此之外，当地还有露营、划独木舟、钓鱼、丛林徒步旅行和香蕉船等活动。
停泊岛的周围水域清晰，呈碧蓝色。岛上的海洋公园有许多珊瑚和鱼类。繁忙季节时的水是平静的，是极好的学习潜水的时机与岛上的潜水中心之一。与浪中岛和热浪岛等周边的岛屿相比，停泊群岛上有各种各样的住宿选择。大多数的住宿上都位于大停泊岛和小停泊岛。停泊岛属于热带气候，平均温度为30°C，有时会有频繁而短暂的雷雨。
瓜拉勿述旅游业的增长使当地出现了许多度假村，以及潜水的多种选择。当地许多地点提供获得PADI认证的机会，并可看见海里的各种残骸和珊瑚礁。停泊岛上有许多不同种类的生物如蜥蜴、有毒蜘蛛和壁虎等。而在水中和珊瑚礁附近也有海龟、小丑鱼、墨鱼和黑色鲨鱼等海洋生物。

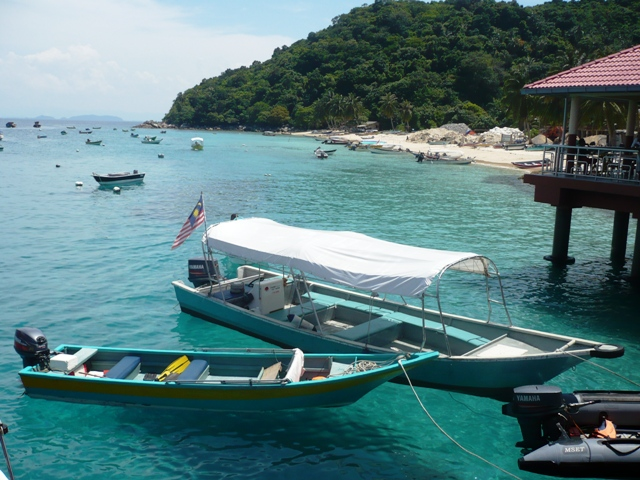
小停泊岛码头停靠着一些小船

### 五个无人岛
除了大小停泊岛两个主要岛屿之外，停泊群岛还有五个小岛屿，这五个岛屿都是无人居住的。这里周围有许多浮潜和水肺潜水点。

## 交通
在正常营业时间，瓜拉勿述每小时都有提供前往停泊群岛的渡轮服务。从吉隆坡或其他目的地前来这里的旅客可通过苏丹依斯迈布特拉机场和苏丹马慕机场，抑或是通过火车再搭乘巴士至此。当地码头也有提供出租车服务。一班渡轮大约四十分钟，而许多度假村也与渡轮公司合作为旅客提供服务。
当地拥有通往各间度假村的路线。而大停泊岛上的一条小径穿过厚厚的丛林，一些小径则通往海滩，游客可以在这里自由游荡。乘坐水上出租车，可以安排在大多数度假胜地的最简单的旅行方式。在群岛上旅行最简单的方法是搭乘水上出租车。

## 气候
停泊群岛在十月和三月之间为季风季节，与大多数东海岸岛屿一样基本上将会关闭。而度假村和渡轮服务也会在此期间暂停。停泊岛每年平均有超过100英寸的降雨量。

## 海龟保护
停泊岛曾经是绿龟和玳瑁的繁殖地。现在岛上每年只有300个龟巢，其中部分原因是因为国家石油附近的采油台和油船漏油污染了附近海鱼。马来西亚渔业部在岛上设立海龟孵化场，以帮助解决海龟数量逐渐下降的问题。